# Magne Johansen
Magne Johansen (* 18. Januar 1965 in Trondheim) ist ein ehemaliger norwegischer Skispringer.

## Werdegang
Am 1. März 1987 sprang Johansen in Lahti erstmals im Skisprung-Weltcup. Auf der Großschanze konnte er dabei mit Platz 14 erstmals zwei Weltcup-Punkte gewinnen. Bei der Nordischen Skiweltmeisterschaft 1989 auf der Großschanze in Lahti gewann er im Teamspringen gemeinsam mit Clas Brede Bråthen, Ole Gunnar Fidjestøl und Jon Inge Kjørum die Silbermedaille. Bei der Skiflug-Weltmeisterschaft 1990 in Vikersund erreichte Johansen den 39. Platz.
Bei den Olympischen Winterspielen 1992 in Albertville sprang Johansen auf der Normalschanze auf den 49. und auf der Großschanze auf den 18. Platz. Im Teamspringen erreichte er gemeinsam mit Espen Bredesen, Rune Olijnyk und Lasse Ottesen den 7. Platz. Kurz nach den Spielen gewann er in seiner Heimat Trondheim bei den Norwegischen Meisterschaften die Silbermedaille von der Großschanze und musste sich dabei nur Lasse Ottesen geschlagen geben. Bei der Skiflug-Weltmeisterschaft 1992 in Harrachov flog Johansen am 22. März 1992 auf den 13. Platz. Am Ende der Weltcup-Saison 1991/92 belegte er mit dem 26. Platz die beste Platzierung seiner Karriere in der Weltcup-Gesamtwertung.
In der Saison 1992/93 konnte er an seine Erfolge nicht mehr anknüpfen und blieb erfolg- und punktlos. Bereits während der Saison startete er erstmals im Continental Cup (COC). Dabei konnte er jedoch auch in dieser Serie keine Erfolge mehr erzielen und beendete daraufhin 1998 im Alter von 33 Jahren seine aktive Skisprungkarriere.